# 斜紋南鰍
斜紋南鰍（學名：Schistura obliquofascia）為輻鰭魚綱鯉形目條鰍科南鰍屬的其中一種。分布於亞洲印度北阿坎德邦卡爾薩河流域，體長可達14公分，棲息在河川底層水域，生活習性不明。

## 扩展阅读
維基物種上的相關：斜紋南鰍